# Place Dulcie-September (Nantes)
Pour les articles homonymes, voir Place Dulcie-September.
La place Dulcie-September est une voie de Nantes, en France.

## Situation et accès
Située dans le centre-ville de Nantes, la place Dulcie-September, est en grande partie pavée et piétonne, seules les sections périphériques nord, ouest et sud sont bitumées et ouvertes à la circulation automobile. Elle est desservie par les rues du Moulin, Fénelon et des Trois-Croissants. Elle se situe à une centaine de mètres de l'hôtel de ville.

## Origine du nom
Elle rend hommage à Dulcie September, représentante en France de l'ANC, mouvement sud-africain anti-apartheid, assassinée en 1988 à Paris.

## Historique
La création de la place est relativement récente, et résulte de la destruction, depuis les années 1970, des immeubles qui la bordaient sur ses côtés est et sud.
Ainsi, l'école primaire de la rue du Moulin, épargnée lors du bombardement du 16 septembre 1943 (contrairement au magasin Decré voisin, qui fut détruit), est démolie pour laisser la place à un parking à étages.
À la fin des années 1980, de nouvelles démolitions à l'angle de la rue Fénelon permettent la construction d'une entrée monumentale et de bâtiments de style contemporain, pour l'École supérieure des beaux-arts de Nantes - Saint-Nazaire. Celle-ci quitte cette adresse en juin 2017, pour s'installer dans ses nouveaux locaux sur l'île de Nantes.
Le nom de cette place lui a été attribué par délibération du conseil municipal du 26 et 27 juin 1997. 